# Distrito de San Miguel de Chaccrampa
El Distrito de San Miguel de Chaccrampa es uno de los 20 distritos de la Provincia de Andahuaylas situada en el departamento de Apurímac, bajo la administración del Gobierno regional de Apurímac, en el sur del Perú.
Desde el punto de vista jerárquico de la Iglesia católica forma parte de la diócesis de Abancay la cual, a su vez, pertenece a la Arquidiócesis de Cusco.

## Historia
El distrito fue creado por Ley N° 25235 el 8 de junio de 1990, en el primer gobierno de Alan García.

## Población
Según el censo de 2007, cuenta con 1 850 habitantes.de los cuales

## Capital
Su capital es el poblado de Chaccrapampa.

## Superficie
El distrito tiene un área de 83,37 km².

## Autoridades

### Municipales
- 2011-2014[3]
  - Alcalde: Walter Untón Durand, del Movimiento Frente Popular Llapanchik.
  - Regidores: Mauricio Durand Medina (Llapanchik), Julián Pérez Quispe (Llapanchik), Celio Palomino Pariona (Llapanchik), Dolores Pedraza Vivanco (Llapanchik), Rufino Valdez Aroni (Kechwa).
- 2007-2010
  - Alcalde: Félix Vargas Loa.

## Festividades
- Julio 16: Virgen del Carmen.
- Septiembre 29: San Miguel Arcángel.